# Michele Carafa
Michele Carafa, celým jménem Michele Enrico Francesco Vincenzo Aloisio Paolo Carafa de Colobrano, (28. listopadu 1787 Neapol – 26. července 1872 Paříž) byl italský šlechtic z rodu Carafů, hudební skladatel a voják.

## Život
Narodil se jako Michele Enrico Francesco Vincenzo Aloisio Paolo Carafa de Colobrano. Byl druhým synem Johna Carafa, prince Colobrano a vévody Alvito. Michele získal solidní hudební vzdělání a v roce 1802 složil svou první operu, Il Fantasma, která byla provedena v roce 1805 v divadle jeho nevlastního otce, knížete Caramanice. V těchto letech, byl studentem vojenské akademie Nunziatella v Neapoli. V krátké době ještě uvedl další operu Il prigioniero. V roce 1806 se přestěhoval do Paříže, kde se studoval skladbu u Luigi Cherubiniho a hru na klavír u Friedricha Kalkbrennera. Zkomponoval zde operu La musicomania.
Otec ho však požádal, aby se vzdal hudby pro vojenskou kariéru a stal se poručíkem ve francouzské armádě. Zúčastnil se bitvy u Campo Tenese (Battaglia di Campotenese) v roce 1806 a byl zajat. Po propuštění ze zajetí ještě bojoval na Sicílii. Za zásluhy v boji byl povýšen na kapitána.
V roce 1808 se vrátil do Neapole, oženil se s Antoinettou d'Aubenton a pokračoval ve studiu hudby pod vedením Fedele Fenaroliho. Pod tlakem rodičů nastoupil znovu do Napoleonovy armády a zúčastnil se ruského tažení pod velením francouzského maršála Joachima Murata. Po bitvě u Ostrovna byl vyznamenán Řádem čestné legie a byl mu udělen titul barona Italského království.
Restaurace Bourbonů na neapolském trůnu znamenala konec Carafiho vojenské kariéry a mohl se tak plně věnovat hudbě. V roce 1814 byla uvedena v neapolském Teatro del Fondo jeho opera Il Vascello d'occidente a o dva roky později opera Gabriella di Vergy na libreto Andrea Leone Tottoly. Dílo bylo stejně úspěšné jako opera Otello Gioacchina Rossiniho, která se hrála v témže roce ve stejném divadle.
Již jako zavedený operní skladatel odjel znovu do Paříže, kde triumfoval zejména operami Jeanne d'Arc à Orléans (1821) a Le Valet de Chambre (1823). Největší úspěch zaznamenal operou Masaniello ou Le pêcheur Neapoltain, která se Théâtre national de l'Opéra-Comique hrála 136x.
V roce 1834 získal francouzské občanství, byl zvolen členem Académie des beaux-Arts a v roce 1837 se stal jejím předsedou. V roce 1838 byl jmenován ředitelem Vojenského hudebního gymnázia. V tomto roce také uvedl na scénu svou poslední operu Therese a další léta se věnoval pouze pedagogické práci. V letech 1840–1858 vyučoval kontrapunkt a skladbu na Conservatoire national supérieur de musique et de danse de Paris.
V závěru svého života ochrnul a v roce 1867 zemřel v Paříži ve věku 84 let.

## Dílo
Přestože ve své době byly jeho úspěchy u obecenstva srovnatelné se slavnými skladateli té doby jako byli Rossini, Bellini, Auber nebo Halévy, je dnes jeho dílo téměř zapomenuto. Novodobá premiéra opery Mariti aprite gli occhi! ossia La gelosia corretta byla uvedena v roce 2011 v německém Neuburgu an der Donau v Německu. Dostupná je nahrávka opery I due Figaro ossia Il soggetto di una commedia z roku 2006.

### Jevištní díla

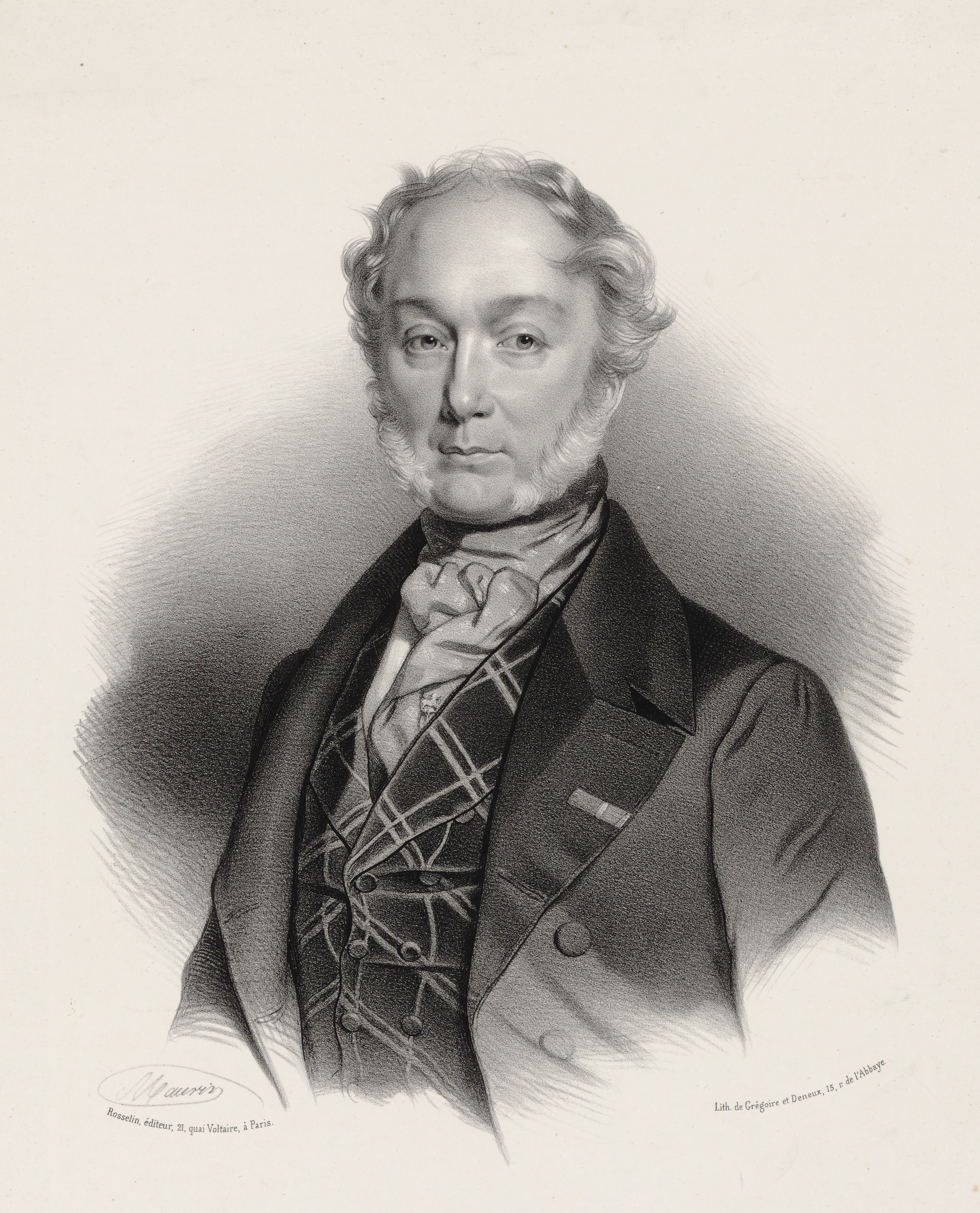
Michele Carafa na obraze Antoina Maurina

- Il fantasma (1805, Teatro Principe Caramanico, Neapol)
- Il prigioniero (1805, Neapol)
- La musicomania (1806, Paříž)
- Il vascello d’occidente (libreto Andrea Leone Tottola, 1814 Teatro del Fondo, Neapol)
- Mariti aprite gli occhi! ossia La gelosia corretta (libreto Andrea Leone Tottola, 1815 Teatro dei Fiorentini, Neapol)
- Gabriella di Vergy (libreto Andrea Leone Tottola, 1816 Teatro del Fondo, Neapol)
- Ifigenia in Tauride (1817 Teatro San Carlo, Neapol)
- Adele di Lusignano (1817 Teatro alla Scala, Milán)
- Berenice in Siria (libreto Andrea Leone Tottola, 1818 Teatro San Carlo, Neapol)
- Elisabetta in Derbyshire ossia Il castello di Fotheringhay (1818 Teatro La Fenice, Benátky)
- Il sacrifizio d’Epito (1819 Teatro La Fenice, Benátky) spolupráce Nicola Tacchinardi
- I due Figaro ossia Il soggetto di una commedia (1820 Teatro alla Scala, Milán)
- La festa di Bussone, farsa per musica in 2 atti, libreto Silvio Pellico (1820 Teatro Re, Milán)
- Jeanne d'Arc à Orléans (1821 Opéra-Comique, Paříž)
- La capricciosa ed il soldato ossia Un momento di lezione (1821 Teatro Apollo, Řím)
- Le solitaire (22 agosto 1822 Opéra-Comique, Paříž)
- Eufemio di Messina (26 dicembre 1822 Teatro Argentina, Řím)
- Abufar ossia La famiglia araba (libreto Felice Romani 1823 Theater am Kärntnertor, Vídeň) spolupráce Carolina Ungher
- Le valet de chambre (16 settembre 1823 Opéra-Comique, Paříž)
- Tamerlano (scritto 1823-24 per il Teatro San Carlo, Neapol)
- L’auberge supposée (26 aprile 1824 Opéra-Comique, Paříž)
- Il sonnambulo (13 novembre 1824 Teatro alla Scala, Milán)
- La belle au bois dormant (2 marzo 1825 Théâtre de l’Opéra, Paříž)
- Gl’italici e gl’indiani, melodramma in 2 atti (libreto Andrea Leone Tottola, 1825 Teatro San Carlo, Neapol) spolupráce Adelaide Tosi, Giovanni David a Luigi Lablache
- Il paria (1826 Teatro La Fenice, Benátky) spolupráce Ester Mombelli, Brigida Lorenzani, Domenico Donzelli a Domenico Cosselli
- Sangarido (1827 Opéra-Comique, Paříž)
- Les deux Figaro (1827 Théâtre de l'Odéon, Paříž)
- Masaniello ou Le pêcheur napolitain (1827 Opéra-Comique, Paříž)
- La violette (7 ottobre 1828 Opéra-Comique, Paříž) spolupráce Aime Ambroise Simon Leborne
- Jenny (1829 Opéra-Comique, Paříž)
- Le nozze di Lammermoor (1829 Comédie Italienne, Paříž)
- L'auberge d’Aury (1830 Opéra-Comique, Paris) spolupráce Ferdinand Hérold
- L’Orgie (balet, 1831 Opéra-Comique, Paříž)
- La lure de l’hermite (1831 Opéra-Comique, Paříž)
- La marquise de Brinvilliers (1831 Opéra-Comique, Paris) spolupráce: Daniel Auber, Desiré-Alexandre Batton, Henri-Montan Berton, Felice Blangini, François-Adrien Boieldieu, Luigi Cherubini, Ferdinand Hérold a Ferdinando Paër
- Nathalie (balet, 1833 Opéra-Comique, Paříž)
- La prison d’Edinbourg (1833 Opéra-Comique, Paříž)
- La maison du rempart ou Une journée de la Fronde (1833 Opéra-Comique, Paříž)
- La grande duchesse (1835 Opéra-Comique, Paříž)
- Thérèse (1838 Opéra-Comique, Paříž)
- Les premiers pas (1847 Opéra National de Paris, Paříž) spolupráce: Adolphe Adam, Daniel Auber, Jacques Fromental Halévy

### Chrámová hudba
- Requiem
- Stabat Mater
- Kantáty